# Sami Zayn
Rami Sebei (* 12. Juli 1984 in Hill Valley, Québec, Kanada), besser bekannt unter seinen Ringnamen Sami Zayn und El Generico, ist ein syrisch-kanadischer Wrestler. Er steht derzeit bei der WWE unter Vertrag und tritt in deren Show WWE Smackdown auf. Sein bislang größter Erfolg war der viermalige Gewinn der WWE Intercontinental Championship.

## Karriere

### Anfänge/Independent
Seine Anfänge machte Sebei in Kanada bei verschiedenen Independent Promotions (unter anderem bei International Wrestling Syndicate oder Elite Wrestling Revolution). Seinen ersten Titel, den IWS-Heavyweight-Titel, gewann Sebei am 15. Juni 2004.
Ende 2004 trat er das erste Mal in den Vereinigten Staaten auf. Es folgten Verpflichtungen bei verschiedenen Independent Promotions (u. a. bei Combat Zone Wrestling, Ring of Honor, CHIKARA oder Pro Wrestling Guerrilla). 2005 bildete Sebei mit Human Tornado das Tag Team Two Skinny Black Guys. Gemeinsam gewannen sie bei Pro Wrestling Guerrilla die PWG Tag Team Championship. Den Titel gaben sie an Davey Richards und Super Dragon ab. Am 2. Dezember 2006 gewann Sebei den Titel ein weiteres Mal, diesmal gemeinsam mit Quicksilver (als Team Cape Fear), und hielt ihn bis zum 10. März 2007. Am 24. Februar 2007 durfte Sebei die PWG World Championship von Human Tornado gewinnen. Diesen verlor er am 29. Juli 2007 an Bryan Danielson.

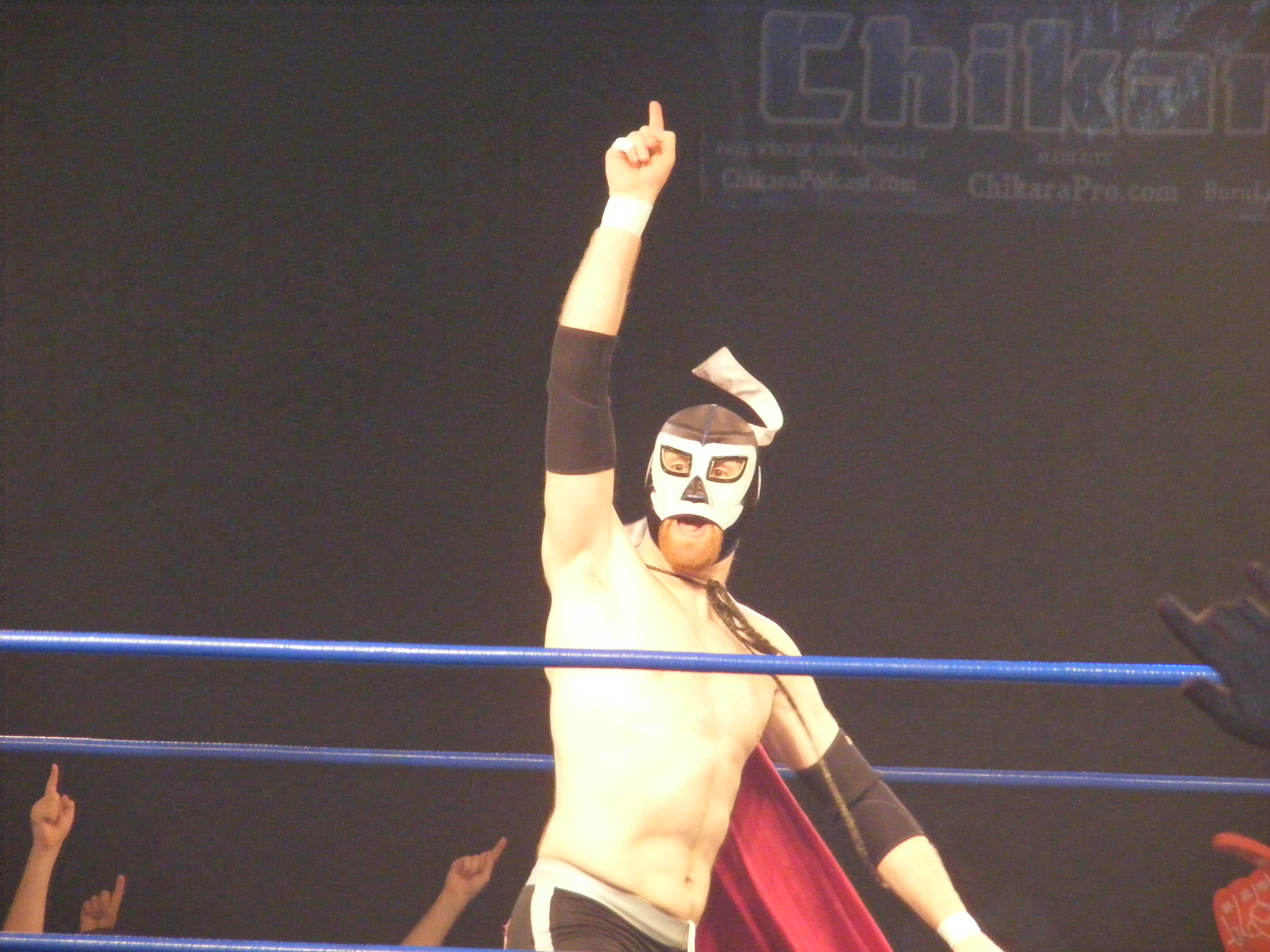
Sebei bei CHIKARA

Im Jahr 2007 bildete er mit Kevin Steen ein Tag Team. Mit diesem gewann er am 29. Juli 2007 den PWG World Tag Team Titel von Roderick Strong und PAC. Bei Ring of Honor (kurz ROH) fehdete Sebei mit Steen gegen die Briscoes (Jay Briscoe und Mark Briscoe). Im März 2008 gewann Sebei die PWG World Tag Team Championship zum zweiten Mal mit Steen und zum vierten Mal insgesamt.
Am 19. September 2008 gewann Sebei mit Kevin Steen die ROH World Tag Team Championship. Den Titel gaben sie im April 2009 an American Wolves (Davey Richards und Eddie Edwards) ab. Im Dezember 2009 löste sich das Tag Team auf und Sebei fehdete mit Colt Cabana gegen Kevin Steen und Steve Corino. Die Fehde endete in einem Match, bei ROH Final Battle 2010, welches Sebei gewann. 2010 bildete Sebei mit Paul London das Tag Team Peligro Abejas. Die beiden gewannen am 9. Mai 2010 die PWG World Tag Team Championships vom Team The Young Bucks (Matt Jackson und Nick Jackson), die sie bis zum 9. April 2011 hielten. Bei CHIKARA gewann er 2011 das Turnier Rey de Voladores.
Am 26. Juni 2011 gewann Sebei die ROH World Television Championship von Christopher Daniels. Den Titel gab er am 13. August 2011 an Jay Lethal ab.
Sebei trat mitunter auch in der europäischen und mexikanischen Wrestlingszene an. So wurde er auch mehrmals von Westside Xtreme Wrestling, International Pro Wrestling United Kingdom und Independent Wrestling League verpflichtet. Er nahm auch Verpflichtungen innerhalb der NWA an. Am 4. März 2012 gewann er bei der wXw das 16 Carat Gold-Turnier 2012 in Oberhausen, wo er im Finale den Niederländer Tommy End besiegen durfte. Dies berechtigte ihn zu einem Titelmatch um den wXw Unified World Wrestling Championship gegen den bis dato amtierenden Champion Big van Walter. Am 19. Mai 2012 besiegte er den Österreicher bei der Show Dead End. Den Titel gab er am 12. August an Axel Tischer ab.

### World Wrestling Entertainment

#### NXT
Im Januar 2013 unterschrieb Sebei einen Vertrag bei WWE. Dort musste er seine typische Maske ablegen und tritt fortan bei NXT Wrestling unter dem Namen Sami Zayn auf. Am 8. September 2014 gab Sebei bei RAW sein Hauptroster-Debüt, als er an einem Tag-Team-Match teilnahm, um den NXT-Event TakeOver: Fatal 4-Way zu promoten. Bei diesem einmaligen Auftritt blieb es jedoch vorerst. Am 11. Dezember 2014 gewann Sebei die NXT Championship bei der Veranstaltung NXT Takeover: (R)Evolution in einem Titel vs. Karriere-Match gegen Adrian Neville. Den Titel verlor er am 11. Februar 2015 bei NXT TakeOver IV: Rival an Kevin Owens.

#### Hauptroster
Bei der RAW-Ausgabe vom 4. Mai 2015 gab Sebei sein Debüt als Singles-Wrestler in den WWE-Hauptshows, als er in seiner Heimatstadt Montreal erfolglos gegen John Cena um die WWE United States Championship antreten durfte. Dabei zog er sich eine Schulterverletzung zu und fiel für mehrere Monate aus. Ende Dezember feierte er bei einer NXT-Houseshow sein Comeback.
Nachdem er zuvor bereits wieder einige Matches bei NXT bestritten hatte, kehrte Sebei beim Royal Rumble im Januar 2016 endgültig zurück und bestritt das Royal-Rumble-Match, in dem er unter anderem seinen alten Rivalen Kevin Owens eliminierte, bevor er selbst durch Braun Strowman aus dem Match ausschied.
Bei WrestleMania 32 bestritt Rami Sebei ein 7-Man-Ladder-Match um die WWE Intercontinental Championship, konnte den Titel allerdings nicht gewinnen. Es folgte erneut eine längere Fehde gegen Kevin Owens. Dabei bestritten die beiden mehrere Einzelmatches gegeneinander, nahmen aber auch an einem Fatal-Four-Way Match um die WWE Intercontinental Championship bei Extreme Rules sowie am Money-in-the-Bank-Ladder-Match bei der gleichnamigen Großveranstaltung teil, die sie jedoch jeweils nicht gewinnen konnten. Mit einem Sieg bei Battleground im Juli 2016 konnte Sebei die Fehde endgültig für sich entscheiden.
Durch den WWE Draft am 19. Juli 2016 wurde Sebei Teil von Raw und ist seit April 2017 wieder bei SmackDown. Am 20. November 2016 bestritt er bei der Survivor Series ein Match um die WWE Intercontinental Championship gegen The Miz. Mit einem Sieg hätte er den Titel von SmackDown zu Raw bringen können, dies gelang ihm jedoch nicht. Er bestritt dann immer nur noch Singles Matches, welche er auch gewann. Im Rahmen des Superstar Shake Up 2017 wechselte dann Zayn zu SmackDown.
Bei Hell in a Cell 2017 besiegte Owens Shane, nachdem Zayn im Match eingriff. In der folgenden Folge von SmackDown nannte Zayn Owens seinen „Bruder“, nachdem er enthüllt hatte, warum er Owens half, anstatt Shane zu erlauben, zu gewinnen.
In der Episode vom 20. März 2018 von SmackDown wurden Owens und Zayn (Kaybabe) von Daniel Bryan als Bestrafung für einen Angriff gegen Shane McMahon in der Woche zuvor entlassen. Owens und Zayn griffen Bryan nach der Ankündigung an. Das führte zu einem Tag Team Match bei WrestleMania 34. Würden Owens und Zayn dieses Match gewinnen, wären sie wieder bei SmackDown unter Vertrag. Owens und Zayn verloren das Match und mussten SmackDown endgültig verlassen.

#### Verschiedene Fehden und Gimmick als Verschwörungstheoretiker (2018–2022)
Beim Superstar Shake-Up im April 2018 wechselte er zurück zu RAW, zusammen mit seinem Partner Owens, beide bestritten über die Zeit verschiedene Tag Team Matches, aber waren jedoch nie im Titelgeschehen involviert. Bei einer Raw Ausgabe turnte jedoch Zayn gegen Owens, indem er ihn attackierte, es folgte eine Fehde zwischen den beiden, welche Owens als Sieger verließ. In dieser Zeit verletzte sich Zayn an der Schulter, weshalb er sich einer Operation an der Schulter unterziehen musste und somit verletzungsbedingt ausfiel.
Nach seiner Verletzungspause kehrte Zayn am 8. April 2019 zu Raw zurück und nahm ein Match um die WWE Intercontinental Championship an, welches er jedoch verlor. Am 23. Juni 2019 bestritt Zayn ein Tag Team Match mit Kevin Owens gegen Big E & Xavier Woods, dieses Match gewannen sie.
In Rahmen einer Ausgabe von SmackDown, kam er zurück zu SmackDown. Zusammen mit Shinsuke Nakamura und Cesaro gründete er eine Gruppe. Am 8. März 2020 gewann er bei WWE Elimination Chamber, den WWE Intercontinental Championship von Braun Strowman. Das Match war ein 3 on 1 Handicap Match, welches er zusammen mit seiner Gruppe bestritt. Der Titel wurde am 12. Mai 2020 für vakant erklärt, nachdem er diesen nicht mehr verteidigen wollte. Am 27. September gewann er den WWE Intercontinental Championship von Jeff Hardy. Die Regentschaft hielt 86 Tage und er verlor den Titel schlussendlich am 22. Dezember 2020 bei den Aufzeichnungen von Fridaynight SmackDown an Big E.
Ab 2021 verkörperte Zayn das Gimmick eines Verschwörungstheoretikers. Die WWE griff damit die zunehmende Verbreitung von Verschwörungstheorien im Zuge der COVID-19-Pandemie auf. Zayn vermutete in der WWE böse Eliten, die ihn „unten halten“ würden. Dies führte zu einer Fehde mit seinem ehemaligen Tag-Team-Partner Kevin Owens, den Zayn von seinen Theorien zu überzeugen versuchte. Bei WrestleMania 37 bestritten die beiden ein Match, das Owens gewann. Auch das Re-Match bei Hell in a Cell wurde von Owens gewonnen.
Zu Beginn des Jahres 2022 startete Zayn eine Fehde mit Johnny Knoxville. Knoxville wurde Anfang der 2000er-Jahre durch die MTV-Serie Jackass berühmt und trat seit Januar 2022 als Gast bei der WWE auf. Zayn eliminierte Knoxville beim Royal Rumble. Am 11. Februar 2022 gewann Zayn die WWE Intercontinental Championship, hierfür besiegte er Shinsuke Nakamura. Die Regentschaft hielt nur 21 Tage und er verlor den Titel am 4. März 2022 bei SmackDown an Ricochet, nachdem Johnny Knoxville in das Match eingriff. Im Anschluss forderte Zayn Knoxville zu einem Match bei WrestleMania 38 heraus. Am 3. April 2022, dem zweiten Abend von WrestleMania, verlor Zayn gegen Knoxville in einem Anything Goes Match. Mehrere Jackass Darsteller, wie etwa Jason „Wee Man“ Acuña, griffen in das Match ein. Alle möglichen Gegenstände kamen zum Einsatz, unter anderem eine Bowlingkugel und ein Elektroschocker. Am Ende wurde Zayn in eine überdimensionale Mausefalle gelegt.

#### „Honorary Uce“: Story mit The Bloodline (2022–2023)
Ende April 2022 begann Zayn um die Gunst der „Bloodline“ zu werben, dem dominierenden Heel-Stable um WWE Champion Roman Reigns, dessen Neffen, den Tag Team Champions The Usos (Jimmy und Jey Uso), Solo Sikoa und Manager Paul Heyman. In den Monaten danach half er den Usos mehrmals durch Eingriffe, ihre Tag Team Championship zu verteidigen. Bei Smackdown am 23. September 2022 bekam Zayn durch seine monatelange Mithilfe bei Matches der Usos den Titel „Honorary Uce“ verliehen.
Zayns Gimmick war von Beginn an zwischen Heel und Face angelegt. Die Bloodline hatte den Charakter eines Familien-Clans mit „Head of the Table“ Roman Reigns als „Tribal-Chief“. Zayns Rolle ähnelte dabei der eines Hofnarren, der, anfangs belächelt, zunehmend die Sympathie und den Respekt der Bloodline-Mitglieder erwarb.
Das Bloodline Stable um Zayn startete danach eine Fehde mit Drew McIntyre, Sheamus und Kevin Owens, die am 26. November 2022 in einem Match bei der Survivor Series mündete. Dies gewann die Bloodline, wobei Zayn den entscheidenden Beitrag leistete, indem er einen Pin Reigns verhinderte und seinen alten Weggefährten Owens ausschaltete. Zayn wurde daraufhin als offizielles Mitglied der Bloodline anerkannt. Am 30. Dezember 2022 kam es bei Smackdown zu einem Tag Team Match von Reigns und Zayn gegen Kevin Owens und John Cena. Owens und Cena gewannen durch einen Pin an Zayn, wobei dieser von Reigns für die Niederlage verantwortlich gemacht wurde. Reigns verdächtigte Zayn daraufhin des „Verrats“ und bezichtigte ihn der Zusammenarbeit mit seinem langjährigen Freund Owens.
Am 28. Januar 2023 beim Royal Rumble sollte Zayn durch eine Attacke auf den wehrlosen Owens eine „finale Prüfung“ ablegen, um seine Loyalität für die Bloodline unter Beweis zu stellen. Anstatt jedoch Owens mit dem Stuhl zu attackieren, griff Zayn stattdessen Reigns an und wurde daraufhin gewaltsam aus der Bloodline ausgeschlossen. Damit endete auch seine Zeit als „Honorary Uce“.
Im Anschluss startete die Fehde zwischen Zayn und der Bloodline. Zunächst blieb unklar, ob sich die gesamte Bloodline gegen Zayn stellen würde. Am 18. Februar 2023 trafen er und Reigns bei Elimination Chamber in einem Match um die WWE Universal Championship aufeinander, das Zayn verlor. Jimmy Uso griff zuerst gegen Zayn ein. Später tauchte Jey Uso auf und stellte sich zwischen Zayn und Reigns, als dieser mit einem Stuhl auf Zayn losgehen wollte. Reigns reichte Jey den Stuhl, der sich jedoch weigerte, auf Zayn loszugehen. Jey wurde versehentlich von Zayn mit einem Spear erwischt. Zayn wurde von Reigns mit Stuhlschlägen bearbeitet und gepinnt. Im Anschluss machte Kevin Owens den Save für Zayn. In der darauffolgenden Ausgabe von RAW turnte auch Jey Uso gegen Zayn. In der folgenden Woche kam es bei SmackDown zur lang erwarteten Versöhnung zwischen Zayn und Owens.
Die Storyline um Zayn und die Bloodline wurde von Publikum und Kritik überaus positiv aufgenommen. Zayn wurde bei den Wrestling Observer Newsletter Awards 2022 als Best Gimmick ausgezeichnet, The Bloodline wurde von Pro Wrestling Illustrated zum Stable des Jahres gewählt, das Wrestling-Magazin The Sportster schrieb von der „besten WWE-Storyline seit Jahren“.

#### Tag Team mit Kevin Owens (April 2023-September 2023)
Bei WrestleMania 39 forderten Zayn und Owens die Usos um die Undisputed WWE Tag Team Championship heraus. Zayn und Owens gewannen und entthronten die Usos nach 622 bzw. 316 Tagen Regentschaft. Dave Meltzer vergab für diesen Titelkampf eine Fünf-Sterne-Wertung. Am zweiten Abend von WrestleMania griffen Zayn und Owens zugunsten des Herausforderers Cody Rhodes im Titelmatch gegen Roman Reigns ein, nachdem Rhodes von den Usos attackiert wurde. Reigns gewann jedoch das Match. Zayn und Owens hielten den Tag Team Title 155 Tage und verloren ihn am 2. September 2023 bei Payback an Finn Bálor und Damian Priest vom Stable  The Judgment Day.
Solo-Run (Seit Oktober 2023)
Nachdem sein Tag-Team-Partner und Freund Kevin Owens im Oktober 2023 via Storyline zu SmackDown wechselte, trat Zayn bei Raw wieder als Solo-Wrestler auf. Im November 2023 bei der Survivor Series war er Teil des War Games-Match und unterstützte das Team um Seth Rollins, Cody Rhodes, Randy Orton und Jey Uso im Match gegen The Judgement Day, welches sie auch gewannen. Anschließend konnte Zayn bei Wrestlemania XL die Intercontinental Championship gegen den Ringgeneral Gunther gewinnen, den er jedoch bei Summerslam 2024 gegen Bron Breakker abgegeben musste. Bei Night of Champions am 28. Juni in Riad besiegte er Karrion Kross, ebenso beim Summerslam 2025 am 3. August. Danach fehdete er einmal mehr mit Solo Sikoa und seiner neuen Bloodline-Version, den MFT.

## Erfolge

### Titel
- World Wrestling Entertainment

- 1× NXT Champion
- 4× Intercontinental Champion
- 1× Raw Tag Team Champion (mit Kevin Owens)
- 1× SmackDown Tag Team Champion (mit Kevin Owens)

- Dramatic Dream Team

- 1× DDT Extreme Champion

- International Wrestling Syndicate

- 2× IWS World Heavyweight Champion

- North Shore Pro Wrestling

- 1× NSPW Champion

- Pro Wrestling Guerrilla

- 5× PWG World Tag Team Champion (2× mit Kevin Steen, je 1× mit Human Tornado, Quicksilver und Paul London)
- 2× PWG World Champion

- Ring of Honor

- 1× ROH World Tag Team Champion (mit Kevin Steen)
- 1× ROH World Television Champion

- Westside Xtreme Wrestling

- 1× wXw Unified World Wrestling Champion
- Sieger des 16 Carat Gold-Turniers 2012

### Auszeichnungen
- Wrestling Observer
  - Feud Of The Year (2010) gegen Kevin Steen